# Ants Kaljurand
Ants Kaljurand, (nacido el 20 de octubre de 1917 en Tallin, murió el 13 de marzo de 1951) fue uno de los más conocidos de Lääne y del Condado de Pärnu de los hermanos del bosque.
En la Segunda Guerra Mundial trabajaba en las granjas del Condado de Pärnu en el municipio de Soontagana. Fue uno de los miembros de la Liga de Defensa Kaitseliit, y fue miembro de los hermanos en 1941. En Pärnu y Lääne luchó contra las tropas de la Unión Soviética. Con la Ocupación de Estonia por la Alemania Nazi tomó parte del movimiento de autodefensa Omakaitse. De 1942 a 1944 participó en la lucha voluntaria junto a Alemania en la lucha contra la Unión Soviética. En otoño de 1944 las tropas soviéticas lo capturan y lo envían a prisión, pero escapó en diciembre de ese año y se reunió con los hermanos del bosque. El 24 de junio de 1949 fue capturado nuevamente y acusado de traición durante la guerra y fue trasladado a la cárcel. Fue ejecutado poco después de tomarse la foto de este artículo junto a sus compañeros Arved Pildi y Juhan Metsäärega el 13 de marzo de 1951.
- Datos: Q3741351
- Multimedia: Ants Kaljurand / Q3741351